# Конгрес (фільм, 2013)
«Конгрес» (івр. כנס העתידנים) — французько-ізраїльський фантастичний фільм 2013 року, який складається з постановочної й анімаційної частин. Продюсером і сценаристом фільму виступив Арі Фольман. Прем'єра відбулася на 66 Канському фестивалі 15 травня 2013 року. Дистриб'ютори фільму в Північній Америці — Drafthouse Films і Films We Like In Toronto, в США вихід фільму в прокат і на відео запланований на 2014 рік.
Режисер називає фільм адаптацією фантастичного роману Станіслава Лема «Футурологічний конгрес». З роману була запозичена ідея масового використання галюциногенів, доповнена ідеями режисера про цифрове сканування акторів.

## Сюжет
Фільм складається з двох частин. У першій частині події відбуваються в сучасному світі. Актриса Робін Райт укладає контракт з кіностудією Miramount (телескопія з назв Miramax і Paramount) на використання свого зображення. Після електронного сканування образ актриси зберігається в такому вигляді, що дозволяє використовувати актрису в будь-якому фільмі без її участі і дозволу.
У другій частині, яка відбувається в майбутньому через 20 років в анімованому світі, актриса приїжджає в величезний готель, в якому відкривається конгрес. Далі, так як і в книзі Лема, персонажі балансують на межі між реальністю й галюцинаціями, намагаючись зберегти власну індивідуальність. Героїня намагається знайти свого сина, який страждає від синдрому Ашера (супроводжується втратою слуху і зору), спочатку в анімованому, потім в реальному світі і остаточно повертаючись у вигаданий.

## У ролях
| Актор           | Роль                                                            |
| --------------- | --------------------------------------------------------------- |
| Робін Райт      | Робін Райт                                                      |
| Гарві Кейтель   | Ел                                                              |
| Денні Г'юстон   | Джефф Грін, студія Miramount                                    |
| Пол Джаматті    | доктор Баркер, отоларинголог                                    |
| Джон Гемм       | Ділан Трулайнер (озвучка), начальник студії анімації Робін Райт |
| Коді Сміт-Макфі | Аарон Райт, син героїні                                         |
| Семі Гейл       | Сара Райт, дочка героїні                                        |

## Виробництво
Деякі елементи фільму були запозичені з роману Станіслава Лема «Футурологічний конгрес».
У створенні фільму брали участь Франція, Німеччина, Польща й Бельгія. Анімаційна частина створена Bridgit Folman Films Gang (Ізраїль), яка працювала разом з 6 студіями: «studio 352» (Люксембург), «walking the dog» (Бельгія), «bitteschoen» (Берлін), «studio Rakete» (Гамбург), «Studio Orange» (Польща), «Snipple» (Філіппіни). Як і при створенні фільму «Вальс з Баширом» (Waltz with Bashir), Фольман працював з художником Девідом Полонскі й режисером анімації Йоні Гудманом. Зйомки за участю акторів проходили в США і Німеччині з лютого по березень 2011 року. Роботи над фільмом почалися в 2008 році, а додаткове фінансування було отримано в 2011 від французького банку Coficine-Natixis. Фільм був завершений в 2013 році.

## Цікаві факти
Незважаючи на те, що Робін Райт грає у фільмі саму себе, її біографія і сім'я не відповідають реальним. У житті у неї є дочка Ділан Френсіс і син Гоппер Джек, і у них немає ніяких важких хвороб.

## Критика
«Конгрес» був сприятливо оцінений кінокритиками, отримавши рейтинг 84% на Rotten Tomatoes (44 перегляди). Позитивно оцінено роботу Робін Райт. На сайті Metacritic, фільм отримав рейтинг 82 з 100 по 9 переглядам.
Незважаючи на позитивні відгуки, «Конгрес» з тріском провалився в прокаті, не склавши і півмільйона доларів при бюджеті в 8 млн євро. Причиною цього послужила огидна рекламна кампанія.

## Нагороди
- Премія Європейської кіноакадемії за найкращий анімаційний фільм[15].